# 肝蛭
肝蛭（かんてつ、カンテツ、学名：Fasciola spp.）とは、蛭状吸虫科（カンテツ科）に属する吸虫である。ヒトにも寄生する寄生虫として知られる。ただし、厳密に「カンテツ」と言うと Fasciola hepatica を指す。しかし、巨大肝蛭 Fasciola gigantica や、日本産肝蛭 Fasciola sp. を含めて「肝蛭」と総称される場合が多い。本稿では特に限定しない場合は後者を採用する。

## 形態

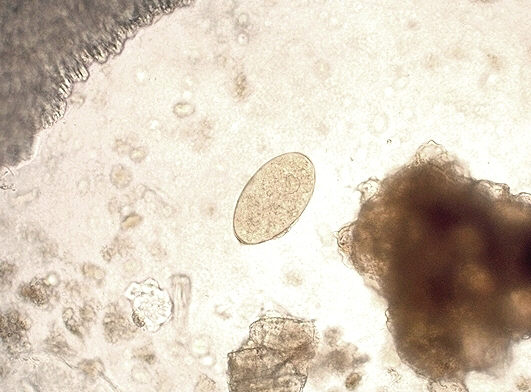
Fasciola hepaticaの虫卵。

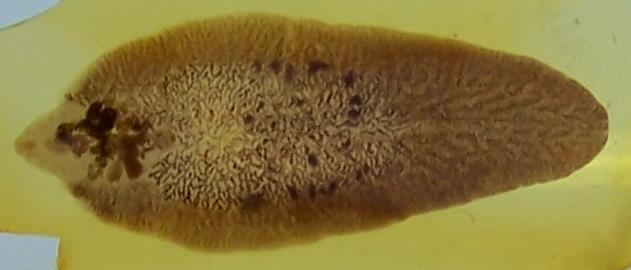
Fasciola hepaticaスライド

成虫の体長は 2〜3 cm 程度で、幅 1 cm 程度である。

## 分布
ヨーロッパからオーストラリアに分布する。本州以南の日本列島においては中間宿主はヒメモノアラガイで、北海道ではコシダカモノアラガイである。終宿主はヒツジ、ヤギ、ウシ、ウマ、ブタ、ヒトなどの哺乳類である。ヒトへの感染は、クレソンやセリに付着した、肝蛭のメタセルカリアの経口摂取、または、ウシなどの哺乳類のレバーの生食によって発生する。

## 生活環
終宿主より排出された虫卵は、水中でミラシジウムに発育する。ミラシジウムは、中間宿主の頭部、足部、外套膜などから侵入し、スポロシストとなる。スポロシストは中腸腺においてレジア、セルカリアへと発育する。セルカリアは中間宿主の呼吸孔から遊出し、水草などに付着して被嚢する。これをメタセルカリアと呼ぶ。メタセルカリアは終宿主に経口的に摂取され、空腸において脱嚢して腸粘膜に侵入して、腸を突き抜けて腹腔に至る。腹腔に出た幼若虫は、肝臓の表面に取り付き、さらに肝臓内に侵入する。肝臓実質内を迷走しながら発育し、総胆管に移行する。ただし、肝蛭の幼若虫は移行迷入性が強く、子宮、気管支などに移行する場合が有る。総胆管にまで移行できた成虫は、感染後70日前後で、総胆管において産卵を行う。産卵された虫卵は、消化管から糞便と共に排泄され、水中に入るというサイクルに入る。
「日本産肝蛭」は単為生殖を起こすことが確認されているが、DNA解析により、狭義の肝蛭と巨大肝蛭の偶発的な雑種由来と考えられている。

## 肝蛭症
肝蛭が寄生した病態を、肝蛭症と呼ぶ。肝臓では肝硬変の原因になる場合も有る。また、他の場所へ迷入した場合には、それに対応した病態や症状が引き起こされる。